# Ludovic Ajorque
Ludovic Ajorque (Saint-Denis, 25 de febrero de 1994) es un futbolista francés que juega de delantero en el Stade Brestois 29 de la Ligue 1.

## Trayectoria
Ajorque comenzó su carrera deportiva en el Angers SCO II, que lo cedió al Vendée Poiré sur Vie Football en la temporada 2014-15, y al Luçon FC, antes de abandonar el club definitivamente en 2016, cuando fichó por el Clermont Foot de la Ligue 2.

### Estrasburgo
Después de marcar 19 goles en 65 partidos, y a lo largo de dos temporadas, con el Clermont, fichó por el R. C. Estrasburgo de la Ligue 1, debutando en la categoría el 12 de agosto de 2018, en un partido frente al Girondins de Burdeos.

## Selección nacional
Nacido en Reunión, Ajorque, tiene descendencia malgache, declinando la convocatoria de la selección de fútbol de Madagascar en marzo de 2018.

## Clubes
| Club                                   | País     | Año       |
| -------------------------------------- | -------- | --------- |
| Angers S. C. O. II                     | Francia  | 2012-2014 |
| Angers S. C. O.                        | Francia  | 2014-2016 |
| Vendée Poiré sur Vie Football (cedido) | Francia  | 2014-2015 |
| Luçon F. C. (cedido)                   | Francia  | 2015-2016 |
| Clermont Foot                          | Francia  | 2016-2018 |
| R. C. Estrasburgo                      | Francia  | 2018-2023 |
| 1. FSV Mainz 05                        | Alemania | 2023-2025 |
| Stade Brestois 29 (cedido)             | Francia  | 2024-2025 |
| Stade Brestois 29                      | Francia  | 2025-     |

## Palmarés

### Títulos nacionales
| Título                     | Club              | País    | Año  |
| -------------------------- | ----------------- | ------- | ---- |
| Copa de la Liga de Francia | R. C. Estrasburgo | Francia | 2019 |